# I Will Always Love You: The Best of Whitney Houston
| Đánh giá chuyên môn | Đánh giá chuyên môn |
| Nguồn đánh giá      | Nguồn đánh giá      |
| Nguồn               | Đánh giá            |
| ------------------- | ------------------- |
| Allmusic            | [ 1 ]               |
| Slant               | [ 2 ]               |

I Will Always Love You: The Best of Whitney Houston là album tổng hợp của nữ ca sĩ người Mỹ Whitney Houston, được phát hành sau khi cô qua đời. Album được phát hành vào ngày 13 tháng 11 năm 2012 thông qua RCA Records.

## Nội dung và phát hành
Album tuyển chọn những ca khúc thành công nhất của Houston, bao gồm cả một số bản thu âm lại với chất lượng âm thanh tốt hơn: "I Wanna Dance with Somebody (Who Loves Me)", "How Will I Know", "So Emotional", "I Have Nothing" và "One Moment in Time". Album được phát hành ở cả phiên bản chuẩn và phiên bản cao cấp. Đồng thời album cũng phát hành thêm một CD gồm 5 ca khúc mà Houston hát chung với các ca sĩ khác. Album được viết ghi chú mới bởi Clive Davis.
Album cũng bao gồm một ca khúc chưa từng được phát hành của cô, "Never Give Up" và một bản thu âm lại của ca khúc "I Look to You" mà Houston hát chung với R. Kelly - đồng tác giả của ca khúc. Bài hát này được phát hành thành đĩa đơn đầu tiên từ album vào ngày 25 tháng 9 năm 2012.
"Never Give Up" được phát hành dưới dạng một video có lời trên kênh YouTube chính thức của Houston vào ngày 6 tháng 11 năm 2012.

## Danh sách và thứ tự các bài hát
| I Will Always Love You: The Best of Whitney Houston — Phiên bản chuẩn | I Will Always Love You: The Best of Whitney Houston — Phiên bản chuẩn | I Will Always Love You: The Best of Whitney Houston — Phiên bản chuẩn | I Will Always Love You: The Best of Whitney Houston — Phiên bản chuẩn | I Will Always Love You: The Best of Whitney Houston — Phiên bản chuẩn |
| STT                                                                   | Nhan đề                                                               | Sáng tác                                                              | Trích từ album gốc                                                    | Thời lượng                                                            |
| --------------------------------------------------------------------- | --------------------------------------------------------------------- | --------------------------------------------------------------------- | --------------------------------------------------------------------- | --------------------------------------------------------------------- |
| 1.                                                                    | "You Give Good Love"                                                  | LaLa                                                                  | Whitney Houston                                                       | 4:36                                                                  |
| 2.                                                                    | "Saving All My Love for You"                                          | Gerry Goffin, Michael Masser                                          | Whitney Houston                                                       | 3:57                                                                  |
| 3.                                                                    | "How Will I Know"                                                     | George Merrill, Shannon Rubicam, Narada Michael Walden                | Whitney Houston                                                       | 4:33                                                                  |
| 4.                                                                    | "Greatest Love of All"                                                | Linda Creed, Masser                                                   | Whitney Houston                                                       | 4:48                                                                  |
| 5.                                                                    | "I Wanna Dance with Somebody (Who Loves Me)"                          | Merrill, Rubicam                                                      | Whitney                                                               | 4:50                                                                  |
| 6.                                                                    | "Didn't We Almost Have It All"                                        | Masser, Will Jennings                                                 | Whitney                                                               | 5:05                                                                  |
| 7.                                                                    | "So Emotional"                                                        | Billy Steinberg, Tom Kelly                                            | Whitney                                                               | 4:36                                                                  |
| 8.                                                                    | "Where Do Broken Hearts Go"                                           | Frank Wildhorn, Chuck Jackson                                         | Whitney                                                               | 4:36                                                                  |
| 9.                                                                    | "I'm Your Baby Tonight" (Phiên bản tại Mỹ)                            | L.A. Reid, Babyface                                                   | I'm Your Baby Tonight                                                 | 5:00                                                                  |
| 10.                                                                   | "All the Man That I Need"                                             | Dean Pitchford, Michael Gore                                          | I'm Your Baby Tonight                                                 | 4:09                                                                  |
| 11.                                                                   | "I Will Always Love You"                                              | Dolly Parton                                                          | The Bodyguard: Original Soundtrack Album                              | 4:30                                                                  |
| 12.                                                                   | "I'm Every Woman"                                                     | Nickolas Ashford, Valerie Simpson                                     | The Bodyguard: Original Soundtrack Album                              | 4:45                                                                  |
| 13.                                                                   | "I Have Nothing"                                                      | David Foster, Linda Thompson                                          | The Bodyguard: Original Soundtrack Album                              | 4:50                                                                  |
| 14.                                                                   | "Exhale (Shoop Shoop)"                                                | Babyface                                                              | Waiting to Exhale: Original Soundtrack Album                          | 3:21                                                                  |
| 15.                                                                   | "I Believe in You and Me" (Phiên bản đĩa đơn)                         | David Wolfert, Sandy Linzer                                           | The Preacher's Wife: Original Soundtrack Album                        | 3:52                                                                  |
| 16.                                                                   | "My Love Is Your Love" (Hiệu đính cho các đài phát thanh)             | Wyclef Jean, Jerry Duplessis                                          | My Love Is Your Love                                                  | 4:03                                                                  |
| 17.                                                                   | "I Look to You" (hát chung với R. Kelly)                              | Robert Kelly                                                          | Đã phát hành trước đó                                                 | 3:39                                                                  |
| 18.                                                                   | "Never Give Up"                                                       | Jermaine Dupri, Bryan-Michael Cox, Johntá Austin                      | Đã phát hành trước đó                                                 | 4:01                                                                  |
| Tổng thời lượng:                                                      | Tổng thời lượng:                                                      | Tổng thời lượng:                                                      | Tổng thời lượng:                                                      | 79:38                                                                 |

| I Will Always Love You: The Best of Whitney Houston — Phiên bản cao cấp | I Will Always Love You: The Best of Whitney Houston — Phiên bản cao cấp  | I Will Always Love You: The Best of Whitney Houston — Phiên bản cao cấp       | I Will Always Love You: The Best of Whitney Houston — Phiên bản cao cấp | I Will Always Love You: The Best of Whitney Houston — Phiên bản cao cấp |
| STT                                                                     | Nhan đề                                                                  | Sáng tác                                                                      | Trích từ album gốc                                                      | Thời lượng                                                              |
| ----------------------------------------------------------------------- | ------------------------------------------------------------------------ | ----------------------------------------------------------------------------- | ----------------------------------------------------------------------- | ----------------------------------------------------------------------- |
| 1.                                                                      | "Love Will Save the Day"                                                 | Toni C.                                                                       | Whitney                                                                 | 5:21                                                                    |
| 2.                                                                      | "One Moment in Time"                                                     | Albert Hammond, John Bettis                                                   | 1988 Summer Olympics Album                                              | 4:45                                                                    |
| 3.                                                                      | "It Isn't, It Wasn't, It Ain't Never Gonna Be" (hát với Aretha Franklin) | Hammond, Diane Warren                                                         | Through the Storm                                                       | 4:50                                                                    |
| 4.                                                                      | "My Name Is Not Susan"                                                   | Eric Foster White                                                             | I'm Your Baby Tonight                                                   | 4:37                                                                    |
| 5.                                                                      | "I Belong to You"                                                        | Franne Golde, Derek Bramble                                                   | I'm Your Baby Tonight                                                   | 5:29                                                                    |
| 6.                                                                      | "Run to You"                                                             | Allan Rich, Jud Friedman                                                      | The Bodyguard: Original Soundtrack Album                                | 4:24                                                                    |
| 7.                                                                      | "Queen of the Night"                                                     | Whitney Houston, Reid, Babyface, Daryl Simmons                                | The Bodyguard: Original Soundtrack Album                                | 3:07                                                                    |
| 8.                                                                      | "Count on Me" (Hát với CeCe Winans)                                      | Babyface, W. Houston, Michael Houston                                         | Waiting to Exhale: Original Soundtrack Album                            | 4:26                                                                    |
| 9.                                                                      | "Step by Step"                                                           | Annie Lennox                                                                  | The Preacher's Wife: Original Soundtrack Album                          | 4:12                                                                    |
| 10.                                                                     | "It's Not Right but It's Okay"                                           | Rodney Jerkins, Fred Jerkins III, LaShawn Daniels, Isaac Phillips, Tony Estes | My Love Is Your Love                                                    | 4:51                                                                    |
| 11.                                                                     | "I Learned from the Best" (Hiệu đính cho các đài phát thanh)             | Warren                                                                        | My Love Is Your Love                                                    | 3:56                                                                    |
| 12.                                                                     | "If I Told You That"                                                     | R. Jerkins, F. Jerkins, Daniels, Estes                                        | My Love Is Your Love                                                    | 4:38                                                                    |
| 13.                                                                     | "Heartbreak Hotel" (cùng với Faith Evans và Kelly Price)                 | Carsten Schack, Kenneth Karlin, Tamara Savage                                 | My Love Is Your Love                                                    | 4:42                                                                    |
| 14.                                                                     | "Million Dollar Bill"                                                    | Alicia Keys, Kasseem Dean, Norman Harris                                      | I Look to You                                                           | 3:24                                                                    |
| 15.                                                                     | "All at Once" (Bài hát thêm cho phiên bản phát hành Nhật Bản)            | Michael Masser, Jeffrey Osborne                                               | Whitney Houston                                                         | 4:32                                                                    |
| Tổng thời lượng:                                                        | Tổng thời lượng:                                                         | Tổng thời lượng:                                                              | Tổng thời lượng:                                                        | 67:47                                                                   |

## Xếp hạng và chứng nhận
| Bảng xếp hạng (2012)                     | Vị trí cao nhất |
| ---------------------------------------- | --------------- |
| Belgian Albums Chart (Fl)                | 99              |
| Belgian Albums Chart (Wa)                | 109             |
| Dutch Albums Chart                       | 61              |
| French Albums Chart                      | 99              |
| Greek Albums Chart                       | 64              |
| Hungarian Albums Chart                   | 17              |
| Italian Albums Chart                     | 37              |
| New Zealand Albums Chart                 | 29              |
| Polish Albums Chart                      | 51              |
| Portuguese Albums Chart                  | 29              |
| South Korean Albums Chart                | 33              |
| Spanish Albums Chart                     | 44              |
| Swiss Albums Chart                       | 87              |
| UK Albums Chart                          | 29              |
| UK R&B Albums                            | 3               |
| Album Hoa Kỳ Billboard 200               | 14              |
| Album Hoa Kỳ Top R&B/Hip-Hop (Billboard) | 2               |

| Bảng xếp hạng (2013)      | Vị trí |
| ------------------------- | ------ |
| US Billboard 200          | 168    |
| US Top R&B/Hip Hop Albums | 30     |

| Quốc gia                                                                           | Chứng nhận | Số đơn vị/doanh số chứng nhận |
| ---------------------------------------------------------------------------------- | ---------- | ----------------------------- |
| Anh Quốc (BPI)                                                                     | Bạc        | 60.000^                       |
| * Chứng nhận dựa theo doanh số tiêu thụ. ^ Chứng nhận dựa theo doanh số nhập hàng. |            |                               |

## Lịch sử phát hành
| Quốc gia       | Ngày phát hành       | Nhãn hiệu   | Định dạng           | Phiên bản                  |
| -------------- | -------------------- | ----------- | ------------------- | -------------------------- |
| Phần Lan       | 16 tháng 11 năm 2012 | RCA Records | CD, Tải kĩ thuật số | Cao cấp                    |
| Hoa Kỳ         | 13 tháng 11 năm 2012 | RCA Records | CD, Tải kĩ thuật số | Chuẩn, mua hàng trực tuyến |
| Vương quốc Anh | 19 tháng 11 năm 2012 | RCA Records | CD, Tải kĩ thuật số | Chuẩn, cao cấp             |